# Melchior Adam
Melchior Adam (* um 1575 in Grottkau im Fürstentum Neisse; † 23. März oder 26. Dezember 1622 in Heidelberg) war ein Pädagoge, Lexikograf und Literarhistoriker. Er wurde bekannt als Biograf durch seine in lateinischer Sprache abgefassten Gelehrten-Biographien. Die in den Jahren 1615–1620 gedruckten Vitae (Lebensläufe) behandeln in fünf Abteilungen 546 Gelehrte vornehmlich aus dem Heiligen Römischen Reich Deutscher Nation des Zeitraums von 1400 bis 1618.

## Leben und Wirken
Adam absolvierte nach achtjährigem Besuch des Gymnasiums in Brieg an verschiedenen Universitäten seine akademische Ausbildung. 1598 ging er nach Heidelberg und erwarb dort 1600 den akademischen Grad eines Magister Artium. 1601 übernahm er am Heidelberger Gymnasium eine Lehrstelle, wurde 1606 Konrektor und 1613 Rektor. Zeitlebens dem schlesischen Kulturraum verbunden, war der reformierte Adam eine hervorstechende Figur im pfälzischen Calvinismus am Vorabend des Dreißigjährigen Krieges. Über lange Zeit kränklich, starb er 1622. Sein relativ früher Tod im Jahr der Einnahme Heidelbergs durch die Liga wird der Erschöpfung durch angestrengtes Arbeiten zugeschrieben. Da zwei Todeszeitpunkte genannt werden, bleibt unbekannt, ob er vor oder nach der Belagerung Heidelbergs verstarb.
Nach kleineren akademischen Arbeiten in den Jahren 1601 und 1602 ließ er 1612 in Heidelberg sein erstes größeres Werk über die Inschriften Heidelbergs erscheinen. Es enthält zumeist Epitaphe aus Heidelberg und der nächsten Umgebung. Laut dem beigegebenen Index sind Angaben zu 261 Personen erfasst. Im Jahr 1615 begann dann der Druck der Vitae, seines Hauptwerks. Die fünf Abteilungen behandeln getrennt Philosophen (mit Einschluss der Philologen, Poeten, Historiker, Mathematiker und Physiker), Mediziner, Juristen und Politiker, Theologen und hervorragende ausländische Theologen. Adam nahm nur verstorbene Personen in seine Sammlung auf. Jede Abteilung ist chronologisch nach dem Sterbedatum der Gelehrten aufsteigend angeordnet. Bis auf die 20 ausländischen Theologen sind nur inländische Gelehrte besprochen. Eine einzige Frau unterbricht die Reihen der Männer, die mit Heidelberg verbundene Humanistin Olympia Fulvia Morata. Ihre Aufnahme begründet Adam mit ihrer Vorbildlichkeit und damit, dass ihr Mann Deutscher war.

## Die Arbeitsweise
Adams großes Werk ist die Nebenarbeit eines Schulmanns. Der Poeta Laureatus aus Oberschlesien war von 1601 an Lehrer und ab 1613 Rektor am Heidelberger Paedagogium. Seine Texte stellen weithin ein Resümee oder eine Paraphrase der ausgewählten Quellen dar. Adams Latein ist elegant und lebendig; der Biograph schildert Schicksal und Werk seiner ‚Helden‘ mit Empathie und wachem Intellekt. Dass er dabei auf einen festen Vorrat an Formeln, Gesichtspunkten und Urteilen zurückgreift, entspricht den Gepflogenheiten der Zeit und den Erfordernissen seines weit gespannten Unternehmens.
Adam besaß eine reiche Sammlung gedruckter Leichenpredigten. Diese Texte enthalten gewöhnlich einen Lebenslauf des Verstorbenen, in dem freilich eher von dessen Herkunft und sozialem Umfeld, von Charakter, Tugenden und Ehren wie auch von Krankheiten und Sterben des Gewürdigten die Rede ist als von seinen gelehrten Werken. In mancher Vita scheint die Struktur dieses Quellentyps noch durch. Adam konnte darüber hinaus auf die Bestände der reichsten deutschen Bibliothek seiner Zeit, der Heidelberger Bibliotheca Palatina, zurückgreifen, die ihm von deren Bibliothekar, Jan Gruter, bereitwillig zur Verfügung gestellt wurden. Er schöpfte aus Einzelbiographien, Briefwechseln, landes- und zeitgeschichtlichen Werken, literarhistorischen Kompendien und gelegentlich sogar aus mündlichen Berichten. Dabei bemühte er sich, soweit es ihm die Grenzen seines Materialfundus und seiner Arbeitskapazität erlaubten, um eine umfassende Sammlung und kritische Sichtung der Quellen. Häufig nennt er die benutzte Literatur am Ende des Artikels oder auch in Marginalien zu einzelnen Stellen.

## Werke
- Apographum monumentorum Haidelbergensium. Heidelberg 1612. Volltext in der Google-Buchsuche
- Vitae Germanorum philosophorum, qui seculo superiori, et quod excurrit, philosophicis ac humanioribus literis clari floruerunt. Frankfurt am Main und Heidelberg 1615. Volltext in der Google-Buchsuche, archive.org
- Disce mori oder Sterbekunst. Neustadt a. d. H. 1615.
- Parodiae et metaphrases Horatianae. Frankfurt am Main 1616.
- Decades duae continentes vitas theologorum exterorum principum, qui Ecclesiam Christi superiori seculo propagarunt et propugnarunt. Frankfurt am Main und Heidelberg 1618.
- Vitae Germanorum jureconsultorum et politicorum, qui superiori seculo, et quod excurrit, floruerunt. Frankfurt am Main und Heidelberg 1620.
- Vitae Germanorum medicorum […]. Frankfurt am Main und (bei Jona Rosa) Heidelberg 1620.
- Vitae Germanorum theologorum, qui superiori seculo Ecclesiam Christi voce scriptisque propagarunt et propugnarunt. Frankfurt am Main und Heidelberg 1620.